# Logsanho
Logsanho ou Log-Sambo est un village du Cameroun, rattaché à la commune de Pouma, situé dans le département de la Sanaga-Maritime et la région du Littoral, situé sur la route de Pouma à Sackbayémé, à 7 km de Pouma.

## Population et développement
En 1967, la population de Logsanho était de 402 habitants, essentiellement des Bassa. La population de Logsanho était de 352 habitants dont 179 hommes et 173 femmes, lors du recensement de 2005.  